# Jack Daniel's

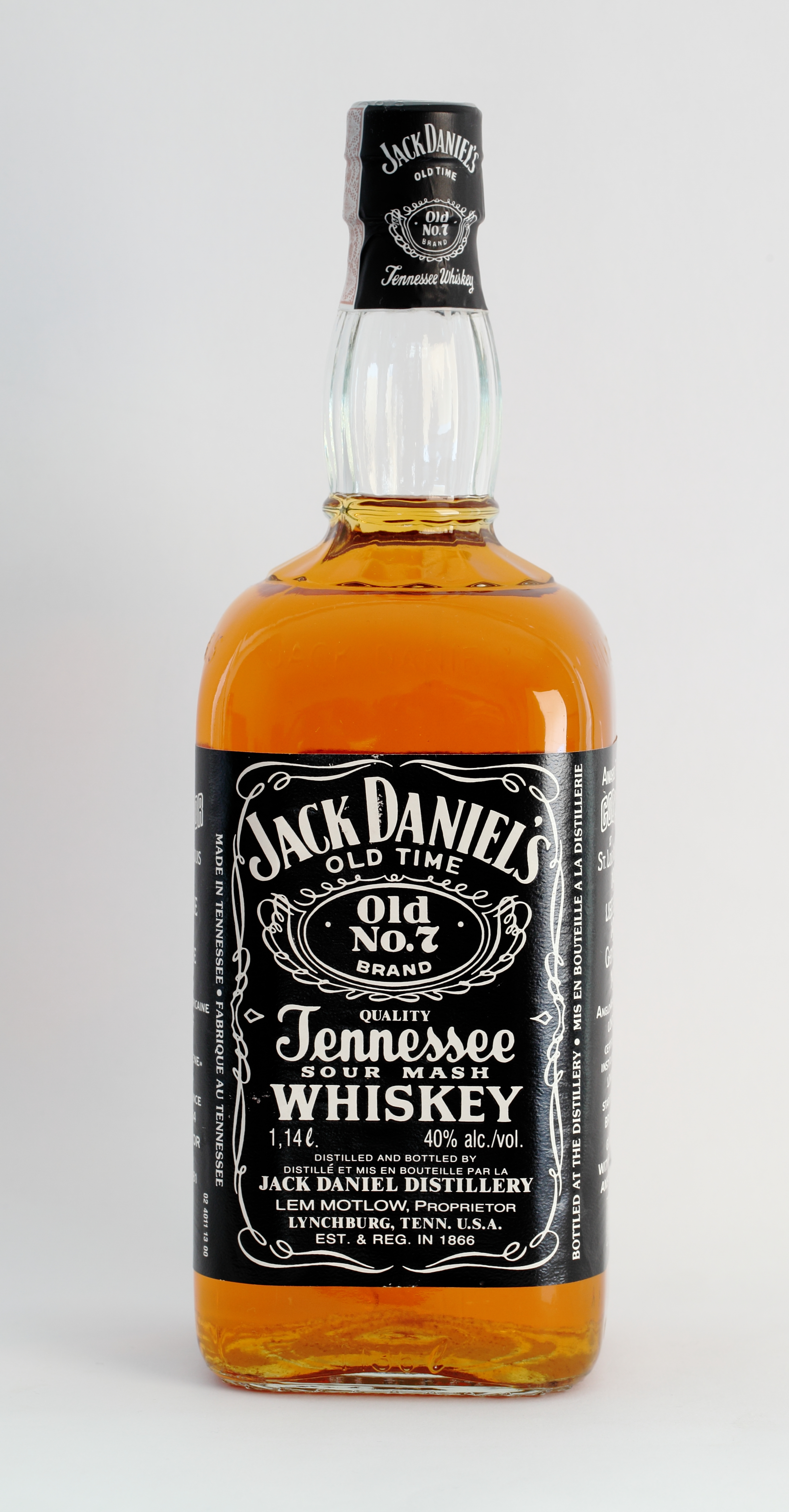
Bottiglia di Jack Daniel's

Jack Daniel's è una marca di whiskey, appartenente alla categoria dei Tennessee whiskey, nota anche per la sua bottiglia a forma rettangolare, utilizzato anche come ingrediente base di vari cocktail.
Dal 2005 è stato distribuito in Italia dal gruppo Campari.
Dal 2018 è distribuito in Italia dal Gruppo Montenegro.

## Storia

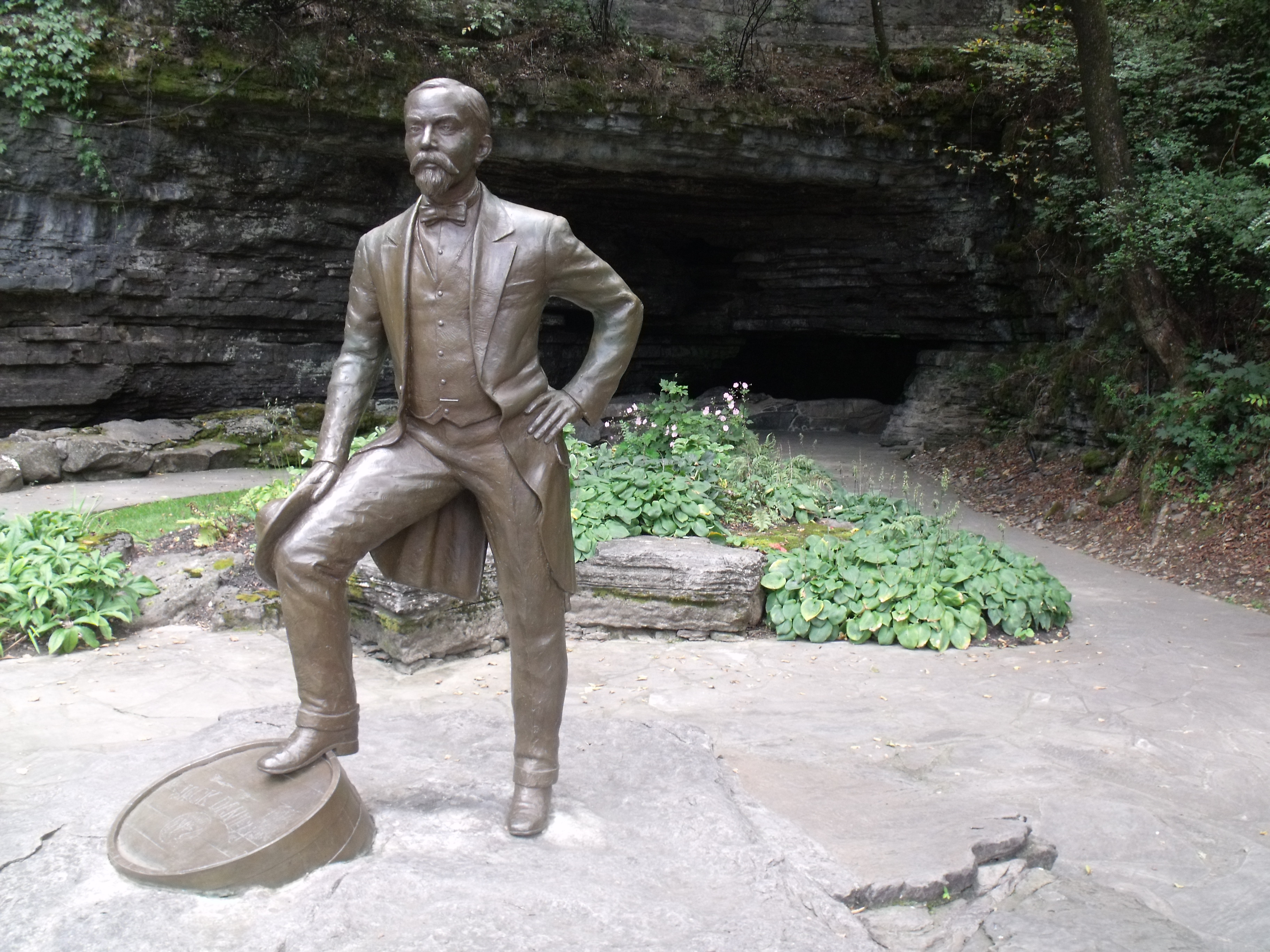
Statua di Jack Daniel davanti alla sorgente d' acqua che usava per la distilleria.
(Jack Daniel's Distillery, Lynchburg, Tennessee)

Il nome del whiskey deriva da Jasper Newton Daniel (5 settembre 1850 – 9 ottobre 1911), che nel 1866 fondò la prima distilleria. Jeff Arnett è il 7° Mastro distillatore.

## Le materie prime
Il Jack Daniel's è prodotto da Una poltiglia, ossia la miscela di tre cereali: 80% di mais, proveniente dal cuore degli Stati Uniti: Indiana, Illinois e Kentucky; 8% di segale, coltivata nella zona di Red River Valley, in Minnesota e nel Dakota e 12% di orzo maltato, proveniente dal Wisconsin. I lieviti provengono da ceppi pregiati e selezionati di proprietà delle distillerie Labrot & Graham e Jack Daniel's. L'acqua non ferruginosa, proveniente dalle sorgenti situate vicino alle distillerie, è uno degli ingredienti più importanti in grado di influenzare in modo determinante il gusto del whiskey.